# Freixo da Serra
Freixo da Serra ist ein Ort und eine ehemalige Gemeinde (Freguesia) im portugiesischen Kreis Gouveia. Die Gemeinde hatte 100 Einwohner (Stand 30. Juni 2011).
Am 29. September 2013 wurden die Gemeinden Freixo da Serra und Figueiró da Serra zur neuen Gemeinde União das Freguesias de Figueiró da Serra e Freixo da Serra zusammengeschlossen.